# Ланецький Сергій Алімович
Сергі́й Алі́мович Лане́цький — капітан Збройних сил України, 15-й окремий гвардійський гірсько-піхотний батальйон.

## Життєпис
Командир роти військової частини А 1778. 2001 року нагороджений Почесною грамотою Закарпатської обласної ради.
В червні 2014-го 3 БТРи вирушили на розвідку, підбиті терористами, 3 БТРи вирушили на підмогу, потрапили в засідку; 1-й БТР підбитий, механік-водій загинув, 3 військовики полонені, 2-й зумів повернутися, 3-й також підбитий, в ньому поранений командир роти капітан Сергій Ланецький, загинули навідник Олександр Попадинець і механік-водій. До полонених приходив оператор каналу «Росія-24», який їхні відповіді перекрутив, буцімто вони дезертири й воюватимуть за так звану ЛНР.
Станом на червень 2016 року — начальник відділення забезпечення Ужгородського об'єднаного міського військового комісаріату.

## Нагороди
21 жовтня 2014 року — за особисту мужність і героїзм, виявлені у захисті державного суверенітету та територіальної цілісності України, вірність військовій присязі під час російсько-української війни, відзначений — нагороджений орденом Богдана Хмельницького III ступеня.